# Mahakali (Darchula)
Mahakali (Nepali महाकाली) ist eine Stadt (Munizipalität) im äußersten Westen Nepals im Distrikt Darchula.

## Geschichte
Die Stadt entstand im Jahr 2014 unter dem Namen Api durch Zusammenlegung der Village Development Committees (VDC) Brahmadev, Chapari, Dhap, Kante und Khalanga.
Im Zuge der Neustrukturierung der lokalen Ebene und der Schaffung der Gaunpalikas (Landgemeinden) durch Zusammenlegung und Abschaffung der Village Development Committees am 10. März 2017 wurde zusätzlich das VDC Dattu eingemeindet und drei Wards an Nachbargemeinden abgegeben. Außerdem wurde der Name der Stadt in Mahakali geändert.

## Geographie
Mahakali liegt am linken Ufer des Mahakali-Flusses an der Grenze zu Indien. Sie beherbergt den Verwaltungssitz des Distrikts im früheren VDC Khalanga. Das Stadtgebiet umfasste bei seiner Gründung 131,4 km². Nach den Änderungen des Jahres 2017 wuchs die Fläche auf 135,11 km².

## Einwohner
Bei der Volkszählung 2011 hatten die VDCs, aus welchen die Stadt Api entstand, 20.797 Einwohner (davon 10.023 männlich) in 4419 Haushalten. Nach den Änderungen des Jahres 2017 beträgt die Einwohnerzahl 21.231 Einwohner.

## Persönlichkeiten
- Prince Dahal (* 2004), Badmintonspieler